# Express Pegasus
Die Express Pegasus war ein Fährschiff der griechischen Hellenic Seaways, das 1977 als Espresso Venezia in Dienst gestellt wurde. Sie stand zuletzt bis 2020 auf der Strecke von Lavrio nach Agios Efstratios, Myrina und Kavala im Einsatz.

## Geschichte
Die Espresso Venezia wurde als eines von vier Schwesterschiffen bei Cantieri  Naval Luigi Orlando in Livorno gebaut und am 22. Januar 1977 vom Stapel gelassen. Nach der Übernahme durch die Tirrenia di Navigazione im Juli 1977 nahm es den Fährdienst von Catania nach Malta auf.
1989 wechselte die Espresso Venezia auf die Strecke von Brindisi nach Patras, 1990 wurde sie in Espresso Malta umbenannt. Nach zwei weiteren Jahren im Dienst wurde das Schiff 1992 in Palermo aufgelegt.
Nach der Liegezeit ging die Espresso Malta unter dem neuen Namen Pegasus an Ventouris Ferries, um fortan zwischen Italien, Albanien und Griechenland eingesetzt zu werden. Am 26. Oktober 1996 lief das Schiff vor Patroklos auf Grund und musste in Piräus repariert werden, ehe es im Dezember wieder Fahrt aufnehmen konnte.
Im November 1999 übernahm Minoan Flying Dolphins die Pegasus, um sie ab 2000 als Express Dionysos im Fährbetrieb an der griechischen Küste einzusetzen. 2002 wurde sie in Express Pegasus umgetauft, ehe sie im Januar 2005 in den Besitz von Hellenic Seaways überging.
In den folgenden Jahren war die Express Pegasus auf verschiedenen Strecken an der griechischen Küste im Einsatz. Ab Juni 2013 war sie zwischen Agios Konstantinos, Skiathos, Alonissos und Skopelos in Fahrt. Am 9. September 2013 wurde das Schiff in Keratsini aufgelegt, kehrte nach einer Überholung im Trockendock 2014 jedoch wieder in den Dienst zurück. Die Express Pegasus wurde seitdem zwischen Piräus und Santorin mit Zwischenstopps in Kynthos, Serifos, Sifnos, Kimolos, Milos, Sikinos und Folegandros eingesetzt. Zuletzt verkehrte sie auf der Strecke von Lavrio nach Agios Efstratios, Myrina und Kavala eingesetzt.
Die Express Pegasus wurde im August 2020 nach 43 Dienstjahren ausgemustert und lag seitdem in Perama. Im November 2021 wurde ihr Verkauf bekannt gegeben. Das Schiff wurde zum Abwracken nach Aliağa gebracht und dort am 16. Dezember 2021 gebeacht.